# Плужниця
Плужниця (пол. Płużnica, нім. Plusnitz, 1904–19: Pfeilsdorf) — село в Польщі, у гміні Плужниця Вомбжезького повіту Куявсько-Поморського воєводства.
Населення — 592 особи (2011).
У 1975-1998 роках село належало до Торунського воєводства.

## Демографія
Демографічна структура станом на 31 березня 2011 року:
|          | Загалом | Допрацездатний вік | Працездатний вік | Постпрацездатний вік |
| -------- | ------- | ------------------ | ---------------- | -------------------- |
| Чоловіки | 289     | 48                 | 203              | 38                   |
| Жінки    | 303     | 46                 | 184              | 73                   |
| Разом    | 592     | 94                 | 387              | 111                  |